# Щетинки спиральных

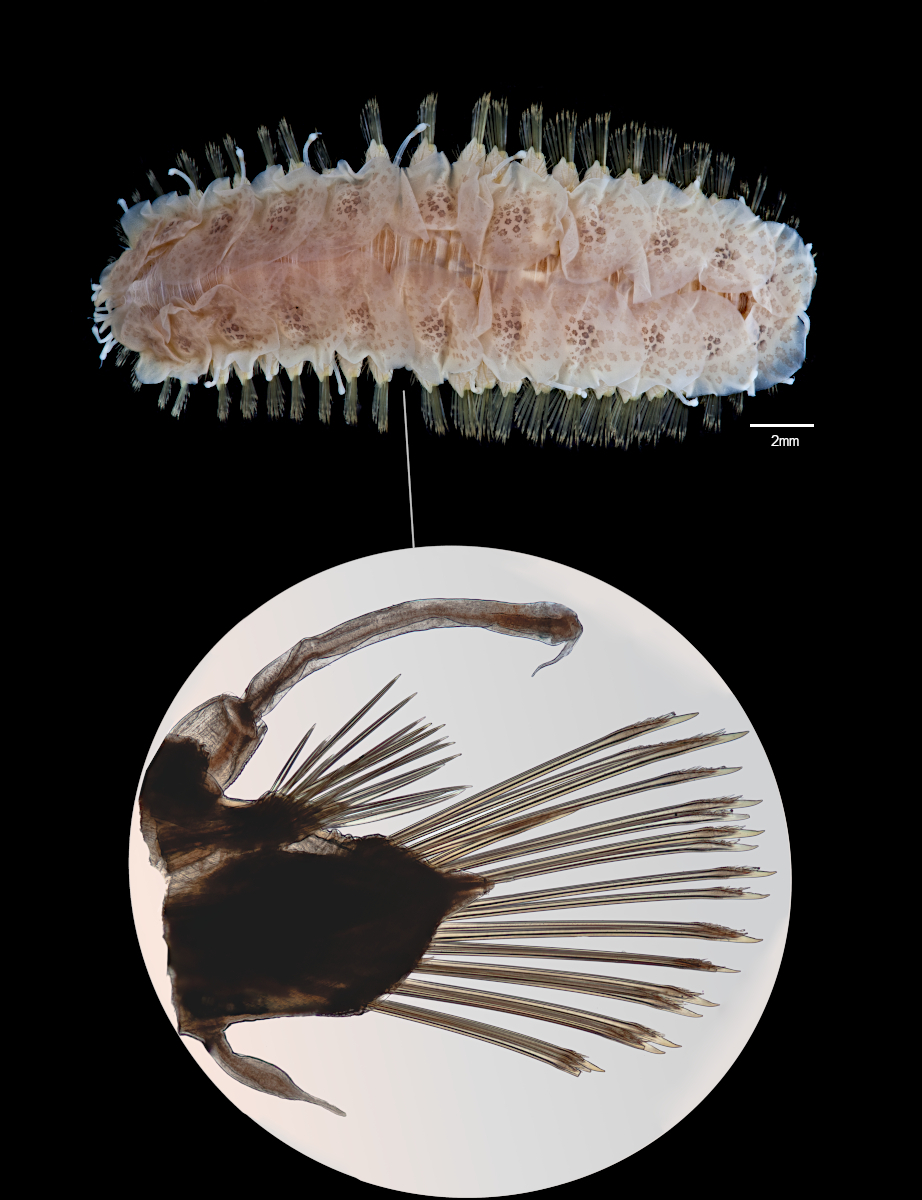
Кольчатый червь Lepidonotus oculatus с микроскопическим изображением пучка щетинок на параподии. Образец из Музея Виктории

Щетинки, или хеты (лат. chaetae, от греч. χαίτη «волос») — хитиновые выросты кутикулы, характерные для кольчатых червей и плеченогих. Каждая щетинка продуцируется единственной клеткой, называемой хетобластом, который представляет собой впячивание кожного эпидермиса. Для многих кольчатых червей строение щетинок является одним из наиболее значимых таксономических признаков; анатомически щетинки представляют собой одну из наиболее изученных структур полихет.

## Терминология
Зачастую в специализированной литературе под щетинками подразумеваются исключительно структуры особого строения, присущие кольчатым червям и плеченогим. Однако, этим же словом в зоологии могут обозначаться и другие тонкие выросты тела, в частности, у членистоногих. При этом, никакой гомологии между этими образованиями нет, а их устройство принципиально отличается: такие «щетинки» (также называемые шпорами) представляют собою крупные волоски, то есть колпачковидные выросты экзокутикулы трихогенных клеток.
Совокупость щетинок называется щетинковым аппаратом. Существуют различные методики описания конфигурации щетинкового аппарата. Так, для представителей люмбрицид (земляных червей) принято обозначение щетинок буквами латинского алфавита (так как один сегмент несёт по 4 щетинки с каждой стороны, они обозначаются как щетинки a, b, c, d от наиболее брюшной к наиболее спинной). Промежутки между щетинками обозначаются двумя буквами (например, bc — промежуток между щетинками b и c, dd — между щетинками d справа и слева). Методики И. И. Малевича и Т. С. Перель предполагают оценку соотношений длин промежутков aa:ab:bc:cd:dd посредством окуляр-микрометра (так, для Lumbricus terrestris указывается соотношение 4:1:3,5:0,75:16). Иванцив В. В. предлагает использовать для подобных измерений сегменты 4—6 как имеющие наиболее округлую форму посредством курвиметра либо топографического транспортира (вместо окуляр-микрометра) для повышения точности измерения.

## Строение щетинки
Принципиальное строение щетинок у всех групп кольчатых червей и плеченогих одинаково. Щетинка представляет собою хитиновое образование, продуцируемое специальной клеткой эпителия, называемой хетобластом и погружённой в слой эпителия посредством инвагинации (впячивания). Хетобласт на апикальном полюсе покрыт большим числом микроворсинок, выделяющих наружу микрофибриллярные трубочки β-хитина (CMT), сшиваемые в единое целое молекулами склеропротеина — белка, выделяемого клетками, выстилающими инвагинацию. Помимо этого в составе щетинки содержатся неорганические вещества, придающие ей дополнительную твёрдость.
Каждая щетинка состоит из большого числа продольных каналов, причём центральные каналы обычно шире периферических и имеют большие просветы, заполненные люменом. Структура вещества щетинок варьирует от мелковолокнистой до зернистой, снаружи бывает покрыта очень тонким электронноплотным слоем. Жёсткость щетинок очень варьирует, достигая особо высоких значений в зубцах крючковидных щетинок.
Бо́льшая часть щетинок выдаётся за пределы тела и контактирует с внешней средой. Каждая щетинка выходит из собственного фолликула. Нередко эти фолликулы снабжены большим количеством разнообразных желёз, усиливающих выделение слизистого секрета. Несколько таких фолликулов, принадлежавших щетинкам единого пучка или ряда, формируют щетинковый мешок, подстилаемый общим базальным матриксом. Щетинки соединяются с базальным матриксом с помощью полудесмосом. Каждая группа щетинок (а иногда и отдельные наиболее специализированные щетинки) обладает собственной мускулатурой, прикрепляющейся к матриксу. Среди мышц, обслуживающих щетинки, различают ретракторы и протракторы, а иногда и другие типы мышц, например, для Stylaria показано также наличие передних и задних сгибателей и вращателей.
Часто внутри щетинкового мешка помимо уже развитых щетинок можно встретить добавочные щетинки более мелкого размера, вырастающие на замену основным щетинкам, являющимся в целом недолговечным образованием.

## Разнообразие щетинок
Форма и количество щетинок в пределах пучка крайне вариабельны и являются важными таксономическими признаками. Для одних только олигохет показано не менее 10 типов щетинок, среди которых волосные, веерные, равнозубчатые, игловидные, палочковидные, крючковидные и половые. Исходными формами щетинок считаются волосные и двузубчатые. Для первых характерно отсутствие зубцов и плавное сужение к дистальному концу. Среди волосных щетинок выделяют гладкие и оперённые, то есть покрытые волосками меньшего размера. Оперённость может быть как одно-, так и двусторонней. Двузубчатые щетинки имеют два зубца, дистальный и проксимальный, часто изогнутые по отношению к главной оси щетинки; иногда между ними наблюдается более мелкий промежуточный зубец. У некоторых видов один из зубцов (реже оба) претерпевает редукцию; если оба зубца редуцированы и притом дистальный конец щетинки расширен, её называют весловидной. Щетинки могут иметь как прямую, так и изогнутую форму вплоть до S-образной. Иногда в срединной части щетинки присутствует расширение, получившее название узелка.
У олигохет различают половые щетинки, которые в дистальной части могут быть полыми либо бороздчатыми. Среди половых щетинок выделяют сперматекальные (располагаются вблизи семяприёмников) и пениальные (располагаются среди мужских половых отверстий).
У эррантных полихет выделяют особый тип щетинок, называемых ацикулами. Ацикулы имеют крупный размер и не выступают за пределы тела червя, располагаясь внутри параподий, выступая в роли их скелетных и поддерживающих элементов. Подобные структуры, по-видимому, независимо появляются у представителей семейства Psammodrilidae.
Щетинки нотоподии и невроподии полихет могут заметно различаться. Аналогичным образом, часто друг относительно друга специализируются и щетинки брюшных и спинных пучков олигохет.

## Распространение
Щетинки характерны для большинства видов кольчатых червей. Они встречаются у многих полихет, как седентарных (сидячих), так и эррантных (блуждающих), выполняя и локомоторную, и питательную функцию, участвуя в фильтрации. Наличие щетинок достоверно показано и для эхиурид несмотря на утрату последними сегментации. Эхиуриды обладают 1 парой брюшных щетинок (гомологичных щетинкам невроподий), для некоторых групп также характерно наличие двух дополнительных полукруглых пучков щетинок на заднем конце тела. У олигохет параподии отсутствуют, но щетинки сохраняются практически во всех группах (исключение представляет род Achaeta, сохраняющий только щетинковые железы при редукции самих щетинок, а также некоторые другие малощетинковые: Parergodrillus, Rheomorpha, ряд Lumbriculidae). Для пиявок характерна полная редукция щетинок: они сохраняются лишь у древних (щетинконосных) пиявок, и то лишь на 5 наиболее передних сегментах тела.

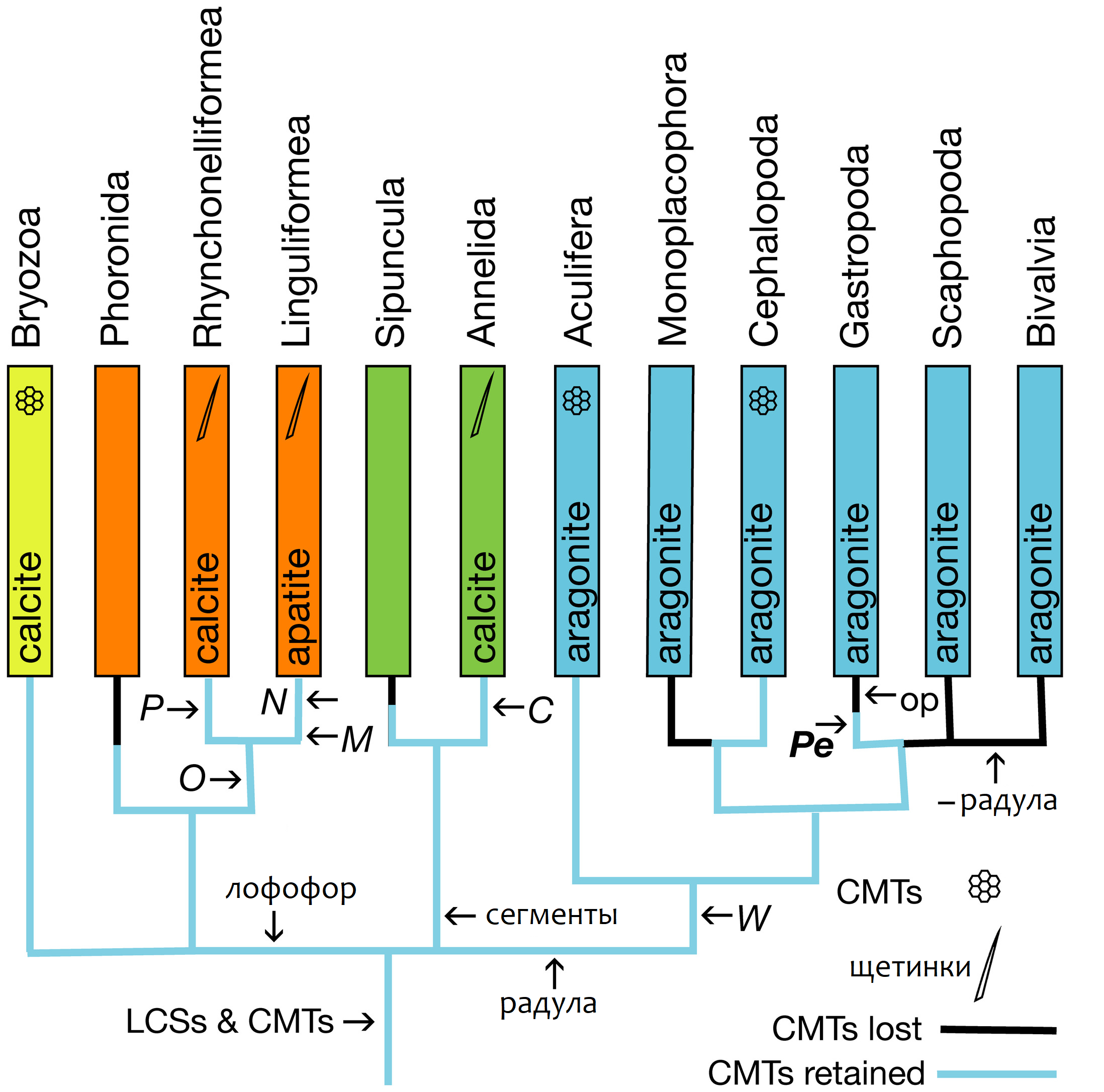
Филогенетическое дерево, отображающее родство между некоторыми группами Lophotrochozoa. Условные обозначения включают в себя указания на вымерших представителей групп, имевшие щетинки: C — примитивный кольчатый червь Canadia, M — примитивная брахиопода Mickwitzia, N — примитивные брахиоподы Micromitra и Paterina, O — томмотиида Oymurania, P — брахиопода Plaesiomys, Pe — Pelagiella, W — Wiwaxia. CMTs — хитиновые микрофибриллярные трубочки; LCSs — фермент, участвующий в выработке хитина; оp — оперкулум (крышечка). Голубым отмечены группы, сохранившие CMTs, чёрным — утратившие их.

Помимо кольчатых червей, щетинки присутствуют у плеченогих, у которых они располагаются по краю мантии. Они лишены внешнего эмалеподобного слоя и притом имеют зазубрины и шипики, однако в целом устроены почти идентично щетинкам кольчатых червей. Щетинки кольчатых червей и плеченогих считаются гомологичными образованиями. В пользу этого говорит экспрессия одного и того же гомеобоксного гена из группы Hox Post1 в щетинконосных мешках этих беспозвоночных. Предполагается, что форониды и мшанки, более родственные плеченогим по сравнению с кольчатыми червями, вторично утратили щетинки вместе с геном Post1.
Гипотетически предполагается также наличие щетинок у ископаемых брюхоногих моллюсков. Такие моллюски, описанные в качестве вида Pelagiella exigua, были обнаружены в Пенсильвании и относятся к окаменелостям раннего кембрия. Их щетинки имеют длину до 1,3 мм и сгруппированы в 2 пучка по 50 штук в каждом. Насчёт происхождения этих щетинок имеется две точки зрения. Согласно первой из них, их наличие отражает предковое состояние, характерное для спиральных животных (Lophotrochozoa) в целом. Альтернативное мнение предполагает, что щетинки Pelagiella возникли заново, но являются глубокими гомологами таковых у кольчатых червей и брахиопод, образовавшись за счёт того же набора генов. Проблемой обеих версий является неясный таксономический статус рода Pelagiella, по-видимому, сборного. Есть основания предполагать, что на самом деле многие виды, отнесённые к нему, включая Pelagiella exigua, представляют собой остатки полихет из группы Sabellida, на что указывают детали структуры их минерализованных трубок (или раковин).
Так или иначе, такая ключевая преадаптация для возникновения щетинок, как возможность синтеза хитиновых микрофибриллярных трубочек (CMT), по-видимому, характерна для большинства спиральных животных и утрачивается лишь у форонид, сипункулид и отдельных групп моллюсков. Образования, в той или иной степени напоминающие щетинки, сохраняются у хитонов и личинок осьминогов, а также наблюдаются у вымерших виваксий.